# Kreisiraadio
Kreisiraadio (storpiatura in estone dell'inglese Crazy radio) sono un trio di artisti estoni, dediti in particolare alla satira, alla commedia e alla comica demenziale. Sono considerati anche cantanti, e hanno pubblicato 3 album.
La loro carriera artistica ha inizio nel 1993, con le prime comparse nella radio e nella televisione nazionale. Dapprima presenti nella emittente radio Kuku raadio, passarono successivamente alla televisione, dove lavorarono per la Eesti Televisioon.
Nel 2008 hanno vinto la competizione canora nazionale estone, l'Eurolaul, e hanno poi partecipato all'Eurovision 2008 con la canzone "Leto svet" (trad. Sole d'estate) finendo penultimi in semifinale.

## Componenti
- Hannes Vörno: ha presentato la versione estone di Chi vuol essere milionario per la emittente TV3 Estonia
- Peeter Oja: dapprima attore e di seguito presentatore televisivo.
- Tarmo Leinatamm: attore, cantante, musicista, arrangiatore e direttore d'orchestra. Ha avuto anche un passato da politico con il partito conservatore Res Publica.

## Discografia
- Kreisiraadio
- Kreisiraadio orkiestra symfoniczna
- Kreisiraadio 1-3